# Ngũ uẩn
Ngũ uẩn, cũng gọi là Ngũ ấm (五陰), là năm nhóm tượng trưng cho năm yếu tố tạo thành con người, toàn bộ thân tâm. Ngoài ngũ uẩn đó ra không có gì gọi là cái "ta".
Ngũ uẩn gồm:
1. Sắc, là sự nhận biết mình có thân và sáu giác quan (bao gồm mắt, tai, mũi, lưỡi, thân và ý), do Tứ đại chủng (sa., pi. mahābhūta) tạo thành, đó là bốn yếu tố đất, nước, gió, lửa.
2. Thọ, là toàn bộ các cảm giác, cảm nhận sự thay đổi chung quanh, không phân biệt chúng là dễ chịu, khó chịu hay trung tính.
3. Tưởng, là nhận biết sự khác biệt, như là màu này khác màu kia, mùi này khác mùi kia.[1]
4. Hành, là ý định, toan tính, suy tư, cân nhắc trước 1 quyết định. Hành bao gồm tất cả các chủ tâm trước khi một hành động được hình thành. Hành là đối tượng đã tạo nên nghiệp thiện ác. (Gồm Thân hành, Khẩu hành, Ý hành)
5. Thức, là sự nhận thức nhờ mặc định, mặc định cái này chua, mặc định cái kia đắng, mặc định cái nọ màu đỏ, mặc định cái kia nóng, cái này lợi, cái kia không lợi... Đây cũng là bước chuyển tiếp của tưởng và hành từ sự cảm nhận sự khác biệt rồi suy tư cân nhắc xem mức độ khác biệt như thế nào, cho đến định nghĩa sự khác biệt bằng những danh từ hay tên gọi cho từng sự vật, sự việc, hiện tượng...[1]

Ngũ uẩn cũng được gọi là năm ràng buộc vì chỉ có Phật hay A-la-hán mới không bị dính mắc nơi chúng. Đặc tính chung của chúng là Vô thường, Vô ngã và Khổ. Bát-nhã-ba-la-mật-đa tâm kinh nhấn mạnh đến tính Không của ngũ uẩn.
Tính chất khổ và vô thường của năm uẩn là một trong những quan điểm quan trọng nhất của Phật giáo. Khổ xuất phát từ lòng ham muốn, không hiểu sự vô thường của ngũ uẩn, không chắc thật của các uẩn đó; và con người được tạo thành từ năm uẩn đó không gì khác hơn là một sự giả hợp, không có một cái "ta" thật sự đứng đằng sau con người đó (Vô ngã). Tri kiến về tính vô ngã của ngũ uẩn là một tri kiến rất quan trọng, nó có thể đưa đến giải thoát. Đại sư người Đức Nyānatiloka trình bày như sau về tầm quan trọng đó:
"Đời sống của mỗi chúng ta thực chất chỉ là một chuỗi hiện tượng thân tâm, một chuỗi hiện tượng đã hoạt động vô lượng kiếp trước khi ta sinh ra và sẽ còn tiếp tục vô tận sau khi ta chết đi. Ngũ uẩn này, dù riêng lẻ từng uẩn hay hợp chung lại, chúng không hề tạo thành một cái gì gọi là cái ta. Ngoài chúng ra, không còn cái gì được gọi là một thể của cái ta độc lập với chúng, để ta tạm gọi nó là cái ta. Lòng tin có một cái ta, có một nhân cách độc lập chỉ là một ảo tưởng."

## Mô tả
Trong kinh điển Pali, Thích-ca Mâu-ni luận giảng về ngũ uẩn như sau:
1. Sắc (Skt., Pāli रूप (rūpa); Tib. གཟུགས། (gzugs); Ch. 色 (sè)): là yếu tố vật chất bao gồm vật lý - sinh lý, có bốn yếu tố vật chất căn bản là Địa (chất rắn), Thủy (chất lỏng), Hỏa (nhiệt độ), Phong (chất khí).[2]
2. Thọ (Skt., Pāli वेदना (vedanā); Tib. ཚོར་བ། (tshor ba); Ch. 受 (shòu)): là cảm giác, do sự tiếp xúc giữa giác quan và đối tượng mà sinh ra. Có ba loại: một là cảm giác khổ, hai là cảm giác vui sướng, ba là cảm giác không vui không khổ.
3. Tưởng (Skt. संज्ञा (saṃjñā), Pāli सञ्ञा (saññā), Tib. འདུ་ཤེས། ('du shes); Ch. 想 (xiǎng)): là nhóm tri giác có khả năng nhận biết đối tượng là cái gì, đây là khả năng kinh nghiệm của sáu giác quan và sáu đối tượng của giác quan.[3]
4. Hành (Skt. संस्कार (saṃskāra), Pāli सङ्खार (saṅkhāra), Tib. འདུ་བྱེད། ('du.byed); Ch. 行 (xíng)): là các hiện tượng tâm lý mang tính chất tạo tác nghiệp, có năng lực đưa đến quả báo của nghiệp, nói cách khác là tạo động lực tái sinh.
5. Thức (Skt. विज्ञान (vijñāna), Pāli विञ्ञाण (viññāṇa), Tib. རྣམ་ཤེས། (sna'i rnam par shes pa); Ch. 識 (shí)): là khả năng rõ biết, phản ánh thế giới hiện thực, là nền tảng của thọ, tưởng, hành, có sáu loại: nhãn thức, nhĩ thức, tỷ thức, thiệt thức, thân thức và ý thức.[3]

## Ngũ uẩn và 18 giới
Ngũ uẩn có mối liên hệ với 18 giới trong kinh điển Phật giáo và A-tì-đạt-ma. 18 giới gồm sáu căn, sáu trần và sáu thức, hoạt động trong ngũ uẩn và cấu thành con người. Căn là cơ quan của giác quan, trần là đối tượng của giác quan, thức là kết quả của sự giao tiếp giữa căn và trần
| Căn  | Trần  | Thức       |
| ---- | ----- | ---------- |
| Mắt  | Sắc   | Nhãn thức  |
| Tai  | Thanh | Nhĩ thức   |
| Mũi  | Hương | Tỷ thức    |
| Lưỡi | Vị    | Thiệt thức |
| Thân | Xúc   | Thân thức  |
| Ý    | Pháp  | Ý thức     |